# Martin Speicher (Bürgermeister)
Martin Speicher (* 31. Mai 1951 in Püttlingen) ist ein deutscher Politiker (CDU). Er war von 2002 bis 2019 Bürgermeister der saarländischen Stadt Püttlingen.

## Leben
Martin Speicher besuchte die Volksschule in Püttlingen und machte sein Abitur am Staatlichen Realgymnasium Völklingen (umbenannt ab 2002 in Albert-Einstein-Gymnasium). Während seines Wehrdienstes absolvierte er eine Offiziersschule in Bremen. An der Universität des Saarlandes in Saarbrücken studierte er anschließend Germanistik und katholische Theologie auf Lehramt. Er war Lehrer an Realschulen in Püttlingen, Riegelsberg, Heusweiler und Saarlouis. An einer Realschule in Saarlouis war er auch Konrektor. Er war Fachleiter, Mitglied der Lehrerplankommissionen des Saarländischen Ministeriums für Bildung und Sport und der Abteilung Schule und Hochschule im Bischöflichen Generalvikariat des Bistums Trier sowie Mitglied der Prüfungskommission für Staatsexamen an der Universität des Saarlandes.
Martin Speicher ist seit 1974 verheiratet und hat drei Töchter.

## Politischer Werdegang
1974 trat er im Ortsverband Püttlingen der CDU bei. Im Stadtrat von Püttlingen saß er für die CDU von 1987 bis 2001, zuletzt als Fraktionsvorsitzender. Am 23. September 2001 wurde er mit 50,2 Prozent der Stimmen bei einer Wahlbeteiligung von 64,5 Prozent zum Bürgermeister von Püttlingen gewählt und wurde damit Nachfolger des CDU-Bürgermeisters Rudolf Müller, der das Amt seit 1974 bekleidet hatte. Das Bürgermeister-Amt trat Martin Speicher am 1. Januar 2002 an. Bei der Bürgermeisterwahl am 7. Juni 2009 setzte er sich ebenfalls im ersten Wahlgang mit 50,01 Prozent der Stimmen bei einer Wahlbeteiligung von 66,25 Prozent durch. Mit Erreichen der Altersgrenze trat er am 31. Mai 2019 in den Ruhestand. Seine Nachfolgerin in Püttlingen wurde Denise Klein (SPD).

## Engagement
Unter anderem im Rahmen seines Bürgermeisteramtes ist Martin Speicher zum Beispiel Vorsitzender der 1968 gegründeten Musikschule Püttlingen, Vorsitzender des städtischen Wasserwerkszweckverbandes Bous, der seinen Sitz in Püttlingen hat, Vorsitzender (beziehungsweise Jagdvorsteher) der Jagdgenossenschaft Püttlingen, Präsidiumsmitglied im Saarländischen Städte- und Gemeindetag, ehemaliger 1. Vorsitzender der Sozialen Initiative Püttlingen (SIP), stellvertretender Vorsitzender des Zweckverbandes Wertstoffhof Köllertal, welcher die Wertstoffannahme für die Stadt Püttlingen sowie die Gemeinden Heusweiler und Riegelsberg betreibt, Vorsitzender der THW-Helfervereinigung Völklingen/Püttlingen, Vorsitzender des Fördervereins der Kirchenmusik der Pfarrkirche St. Sebastian, die auch als Köllertaler Dom bezeichnet wird, Vorstandsmitglied im Verkehrsverein Püttlingen und im Stadtmarketingverein Püttlingen, stellvertretender Vorsitzender der Kardinal-Maurer-Gesellschaft, einer 1994 gegründeten Gesellschaft, deren Aufgabe die Förderung des religiösen und sozialen Vermächtnisses des Kardinals Josef Clemens Maurer (1900–1990) ist, sowie Mitglied im Verwaltungsamt der Agentur für Arbeit Saarbrücken.

## Verdacht der Vorteilsnahme
Seit Juli 2012 ermittelte die Staatsanwaltschaft Saarbrücken gegen Speicher wegen eines Anfangsverdachtes der Vorteilsannahme. Speicher soll im Sommer 2007 mit einem Freund in Urlaub gewesen sein. Urlaubsrechnungen der Speichers wurden dabei offenbar von dem Freund beglichen. Speicher soll sich durch den Einsatz der Püttlinger Feuerwehr revanchiert haben, durch Beauftragung der Wehr, einen öffentlichen Hydranten anzuzapfen, um mit dem kommunalen Wasser kostenlos das Schwimmbad des Freundes zu fluten. Die Ermittlungen wurden im Oktober 2012 eingestellt, die Staatsanwaltschaft sah keinen Zusammenhang zwischen den Gefälligkeiten und dem Bürgermeisteramt.